# Cardea
Cardea – w mitologii rzymskiej bogini towarzysząca Janusowi, opiekująca się zawiasami bram. Czuwała nad domem i życiem rodzinnym, strzegąc chaty przed napadem strzyg. Jej święto obchodzono 1 czerwca. Utożsamiana zazwyczaj z nimfą Carną.